# Damir Franotović
Damir Franotović (Korčula, 27. rujna 1913. – Houston, Teksas, 7. listopada 1982.), hrvatski rudarski inženjer

## Životopis
Rođen na Korčuli.Studirao u Ljubljani i diplomirao malo prije Drugog svjetskog rata.  Zaposlio se u boksitnim rudnicima u Hrvatskoj u Drnišu (Boksitni rudnici Drniš, Hrvatsko bauxitno d.d. Split, Jadransko bauxitno d.d. (prije Adria bauxit), Drniš, Kontinentalno bauxitno rudokopno i industrijsko d.d. Zagreb, Glavna uprava dalmatinskih rudokopa i ugljenokopa - GUDRU),  i Obrovcu i u Grčkoj. Radio na rudnicima fosfata u Jordanu i Tunisu. Potom je prešao u zagrebačku Geotehniku gdje je sve do mirovine radio kao priznati rudarski stručnjak, istaknuti projektant za rudnike boksita i nemetala, vrhunski stručnjak za grafičko prikazivanje rudarsko-geoloških pojava. Pisao članke o perspektivama domaćih boksitnih područja u domaćim i američkim izdanjima. Pokopan na zagrebačkom Mirogoju.

## Vanjske poveznice
- Damir Franotović Hrvatska tehnička enciklopedija, portal hrvatske tehničke baštine. LZMK